# Ассоциация современного языка Америки
Ассоциация современного языка Америки, часто называемая Ассоциацией современного языка (англ. Modern Language Association, сокр. MLA) — главная профессиональная ассоциация в Соединенных Штатах для исследователей языка и литературы. Член Ассоциации американских университетских издательств.
Направлена на «укрепление изучения и преподавания языка и литературы». В организацию входят более 25 000 членов в 100 странах, в основном академические ученые, профессора и аспиранты, которые изучают или преподают язык и литературу, в том числе английский, другие современные языки и сравнительную литературу. Несмотря на то, что ассоциация основана в Соединенных Штатах, с офисами в Нью-Йорке, членство, проблемы, репутация и влияние MLA являются международными по своему охвату.

## История

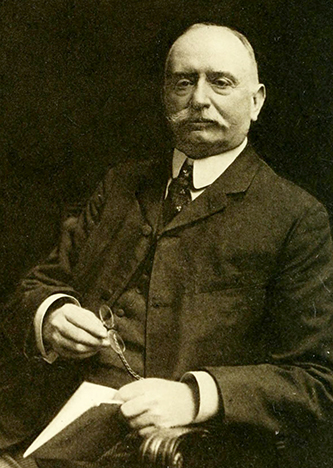
Аарон Маршалл Эллиотт («на фото») — основатель Ассоциации современного языка

MLA была основана в 1883 году как дискуссионная и пропагандистская группа по изучению литературы и современных языков (то есть всех, кроме классических языков, таких как древняя латынь и греческий). Согласно его профилю, представленному Американским Советом Научных Обществ (ACLS), «Ассоциация современного языка создана для образовательных, научных, литературных и социальных объектов и целей, а более конкретно, для содействия академическому и научному изучению английского, немецкого, французского, испанского, итальянского и других, так называемых, современных языков и литературы».

## Должностные лица и управление
Должностные лица MLA избираются его членами. Президентом 2019—2020 годов является Саймон Гиканди, первый вице-президент — Джудит Батлер, а второй вице-президент — Барбара Фукс. MLA управляется Исполнительным советом, периодически избираемым его членами, в соответствии с Конституцией MLA. Исполнительный директор Паула Кребс.

## Деятельность
MLA публикует несколько академических журналов, в том числе «Публикации Ассоциации современного сзыка Америки» (сокращенно PMLA), один из самых престижных журналов по литературоведению, и «Профессия», который в настоящее время публикуется в Интернете на MLA Commons MLA Commons и обсуждает профессиональные проблемы, с которыми сталкиваются преподаватели языка и литературы. Ассоциация также публикует справочник MLA, руководство, ориентированное на учащихся старших классов и студентов, проданное тиражом более 6 500 000 экземпляров. Восьмое издание было опубликовано весной 2016 года. Руководство по стилю MLA было предназначено для аспирантов, ученых и профессиональных писателей, а третье издание было объявлено о выходе из печати в сентябре 2016 года. MLA выпускает онлайн-базу данных, Международную библиографию MLA, стандартную библиографию по языку и литературе.
С 1884 года MLA проводит Национальный четырёхдневный съезд. Начиная с 2011 года, даты проведения съезда были перенесены на первый четверг, следующий за 2 января. В нём принимает участие приблизительно 8-12 тысяч участников, в зависимости от местоположения, которое чередуется между крупными городами в различных регионах Соединенных Штатов. Ежегодный съезд MLA является крупнейшим и наиболее важным годом для исследователей языков и литературы. Языковые отделы многих университетов и колледжей проводят собеседования с кандидатами на преподавательские должности на съезде, хотя прием на работу происходит круглый год. Список информации о работе организации (JIL) доступен в Интернете.
В дополнение к мероприятиям по трудоустройству, на конвенции проводится около 800 сессий, в том числе презентации докладов и групповые дискуссии по различным темам (специальные сессии, форумы, поэтические чтения, презентации фильмов, междисциплинарные исследования, с участием искусства и музыки, собрания по вопросам управления) и социальные мероприятия, организованные Английским и языковым департаментами и смежными или аффилированными организациями. На одной из главных выставочных площадок отеля или конференц-центра также имеются обширные книжные выставки.
В ноябре 2016 года ассоциация открыла Humanities Commons, междисциплинарный центр открытого доступа для всех, кто интересуется гуманитарными исследованиями и стипендиями. Другие некоммерческие организации, вовлеченные в этот проект, включают Ассоциацию колледжа искусств, Ассоциацию еврейских исследований, и Ассоциацию славянских, восточноевропейских и евразийских исследований.
На веб-сайте MLA имеется языковая карта MLA, в которой представлены обзоры и подробные данные переписи населения США 2000 года о местах и количестве носителей тридцати языков и семи групп, менее распространенных языков в Соединенных Штатах и Канаде.
Ассоциация выдвинула на первый план такие вопросы, как раса, пол и класс в своей профессиональной деятельности . В «Новом критерии» Роджер Кимбалл и Хилтон Крамер утверждают, что это было частью «безудержной политизации литературоведения, которую MLA активно поддерживал» в американских колледжах и университетах, включая повышение популярной культуры до уровня паритета с великими произведениями литература, как предмет для изучения в классе.

## Противоречие
Некоторые критикуют ассоциацию за рассмотрение предложения об академическом бойкоте Израиля в декабре 2016 года Предлагаемая резолюция о бойкоте, отчуждении и санкциях (BDS) была встречена негативной реакцией ученых, юристов и организаций, которые осудили её чувства и потенциальную незаконность. Правозащитный центр, Луи Д. Брандейса, направил письмо президенту ассоциации, Кваме Энтони Аппиа, и исполнительному директору, Розмари Дж. Фил, предупреждая ассоциацию о том, что резолюция была за пределами правомочий MLA отклонила бойкот 113 голосами против 79 во время своего ежегодного собрания в январе 2017 года.

## Региональные ассоциации
Существует несколько региональных ассоциаций, которые не зависят от основной — MLA, и в которых, проводится меньшее число конвенций в другое время года:
- Ассоциация современного языка Среднего Запада
- Северо-Восточная ассоциация современного языка
- Тихоокеанская ассоциация древних и современных языков
- Ассоциация современного языка Скалистых гор
- Ассоциация современного языка Южной Атлантики
- Южная центральная ассоциация современного языка

## Дочерние и Союзные общества
- Ассоциация факультетов английского языка
- Ассоциация факультетов иностранных языков
- Общество средневековой феминистской эрудиции
- Международная Федерация современных языков и литературы (FILLM)[16][17]